# Kotarz (przełęcz)
Przełęcz Kotarz (987 m) – przełęcz w Beskidzie Żywiecko-Kisuckim. Znajduje się w Grupie Wielkiej Raczy, pomiędzy szczytami Kotarza (1107 m) i Wiertalówki (1062 m), w grzbiecie oddzielającym dolinę potoku Danielka od doliny potoku Cicha. Przez przełęcz Kotarz biegnie droga leśna z miejscowości Ujsoły do Soblówki. Drogą tą poprowadzono też szlak rowerowy. Rejon przełęczy jest porośnięty lasem. Krzyżują się na nim dwa szlaki turystyki pieszej.
Przełęcz znajduje się w granicach miejscowości Soblówka w województwie śląskim, w powiecie żywieckim, w gminie Ujsoły. W regionalizacji fizycznogeograficznej Polski według Jerzego Kondrackiego Grupa Wielkiej Raczy zaliczana jest do Beskidu Żywieckiego, w nowszej polskiej regionalizacji z 2018 roku do Beskidu Żywiecko-Kisuckiego. Przez szczyt Kotarza prowadzi szlak turystyki pieszej, natomiast zachodnimi zboczami, leśną drogą do zwózki drzewa szlak rowerowy.

## Szlaki turystyczne
Ujsoły – Muńczoł – Kotarz – przełęcz Kotarz – Wiertalówka – Rycerzowa
 Dolina Rycerek – Młada Hora – dolina Danielki – przełęcz Kotarz – Soblówka
 Ujsoły – przełęcz Kotarz – Soblówka